# Light: Science & Applications
Light: Science & Applications (Kurzbezeichnung nach ISO 4: Light-Sci. Appl.) ist eine wissenschaftliche Fachzeitschrift mit Peer-Review, die seit 2012 existiert und als Onlinezeitschrift nach dem Open-Access-Modell von der Nature Publishing Group (NPG) und der Chinesischen Akademie der Wissenschaften herausgegeben wird.
Die Artikel in Light: Science & Applications erscheinen vierzehntäglich. Sie behandeln originäre Forschung aus allen Bereichen von Optik und Photonik. Im Jahr 2015 erschienen 69 Artikel (2014: 53, 2013: 37).
Mit einem Impact Factor (IF) von 14,000 für das Jahr 2018 nimmt die Zeitschrift in der Statistik der Journal Citation Reports (JCR) den zweiten Platz unter 95 Journalen im Themenbereich Optik ein (hinter der ebenfalls von der NPG herausgegebenen Nature Photonics und vor Advances in Optics and Photonics von der Optical Society).
Wissenschaftlicher Herausgeber von Light: Science & Applications ist Cao Jianlin von der Chinesischen Akademie der Wissenschaften; seine Stellvertreter sind Cui Tianhong von der University of Minnesota (USA), Stefan Kaierle vom Laser Zentrum Hannover sowie Jia Ping vom Changchuner Institut für Optik, Feinmechanik und Physik und Sun Hongbo von der Tsinghua-Universität (beide China).